# Droppa György
Droppa György (Budapest, 1947. szeptember 17. –) magyar környezetvédő, közgazdász, zöldpárti politikus.

## Életpályája

### Korai évek
Az egyetemi tanulmányok befejezése után a vendéglátóiparban kezdte karrierjét, a Pannónia, a Danubius és az Olimpia szállodáknál dolgozott. 1982-ben megnyitotta első saját éttermét (Fondue Bár) a Keleti Károly utcában, amely a kommunista rendszert bíráló "demokratikus ellenzéki" tagok kedvelt találkozóhelyévé vált. Lehetővé tette a szamizdat kiadványok terjesztését az éttermében. 1988-ig további három vendéglátó egységet hozott létre (Katlan Klub, Virányos Klub és Jókai Klub), ahol több ellenzéki esemény és gyűlés zajlott. Az újjáalakult Magyar Vendéglátóipari Rt. alapítótagja volt.
2009 júniusában az 1956-os Intézet azt állította, hogy Droppa, mint az SZDSZ ellenzéki párt tagja, az állami hatóság 181 informátor ügynöke volt Nagy Imre és vértanú társai 1989. június 16-i újratemetésén. Droppa elutasította a vádat, és kifejezte a per lehetőségét. Később M. Rainer János, az Intézet vezetője visszalépett álláspontjukból és kijelentette: "nincs bizonyíték arra, hogy az állambiztonsági szervek valóban őt keresték volna, és Droppa jelentéseket adott volna át".

### Politikai karrier
1984-ben a Duna Kör egyik alapító tagja volt, amely tiltakozó testületként jött létre, hogy megakadályozza a Bős-nagymarosi vízlépcső megépítését. 1990-ben a szervezet ügyvivője lett. 1989-ben rövid időre csatlakozott az SZDSZ-hez. 1989 novemberében részt vett a Magyar Zöld Párt megalapításában (MZP). A párton belül 1993-ig tartó radikális jobboldali ideológiai részvételt követően Droppa és több más környezetvédő tag úgy döntött, hogy kilép a pártból a Zöld Alternatíva (ZA) létrehozása érdekében; itt Droppa és Schmuck Erzsébet lett a megválasztott társelnök. Az új párt azonban sikertelen volt; az 1994-es magyarországi országgyűlési választáson a szavazatok 0,02 százalékát kapta meg.
1994 januárjában a Zöld Alternatíva (ZA) felvételre került a Zöld Pártok Európai Szövetségébe. A hazai támogatás hiánya ellenére az európai politikai párt vezetésébe is megválasztották, és 2009-ig a zöld politika kulcsfigurájaként töltötte be ezt a funkcióját. Jó kapcsolatot alakított ki a holland Baloldali Zöldekkel. 1993–1997 között az ISTER igazgatója is volt. 1997 szeptemberében a ZA csatlakozott az Unió Magyarországért választási szövetséghez, amelyet a Republikánus Párt uralt, de nem kapott mandátumot az 1998-as parlamenti választáson. A vereséget követően Droppa György és Márczis Márta lett a ZA társelnöke.
2000. június 3-án a ZA beolvadt a Szociáldemokrácia 2000 Alapítvánnyal a Zöld Demokraták Szövetségébe (ZDSZ). A ZDSZ csatlakozott a Közép Párthoz (vagy a Centrum), vezetésével megválasztva a 2002-es magyarországi önkormányzati választásra, de sikertelen maradt. A 2002-es helyi választásokon a Centrum jelöltje volt a Budapest főpolgámesteri posztjára, de a szavazatok csak 0,59 százalékát kapta meg, és az ötödik helyre került. 2003. november 16-án a ZDSZ több más kisebb mozgalom egyesítésével pártszövetséggé alakult át. A Védegylet, a Tiszta Levegő Akciócsoport és más környezetvédő civil szervezetek elutasították integrációs erőfeszítéseit. 2004. december 31-én a ZDSZ kilépett a Közép Pártból. A párt a 2006-os magyarországi országgyűlési választásokon csak egy képviselőt indíthatott.
Vezető szerepe az LMP megjelenésével és kialakulásával nagyot csökkent. A ZDSZ és a Magyarországi Munkáspárt 2006 – Európai Baloldal beolvadt a Zöld Baloldal Pártba, és első elnöke Droppa lett. Annak ellenére, hogy az LMP még nem volt tagja az Európai Zöld Pártnak, annak kulcsvezetője, Daniel Cohn-Bendit személyesen fejezte ki szimpátiáját és támogatását az új zöld-liberális szervezetnek a 2009-es európai parlamenti választásokon. Daniel Cohn-Bendit kritizálta Droppát azért, mert pártja beolvadt egy marxista mozgalomba. Míg az LMP a 2010-es magyarországi országgyűlési választásokon átlépte a választási küszöböt, a Zöld Baloldal csak a szavazatok 0,03%-át kapta meg. A választást követően Tamás Gáspár Miklós váltotta fel.

## Fordítás
Ez a szócikk részben vagy egészben  a   György Droppa című angol Wikipédia-szócikk ezen változatának fordításán alapul.  Az eredeti cikk szerkesztőit annak laptörténete sorolja fel. Ez a jelzés csupán a megfogalmazás eredetét és a szerzői jogokat jelzi, nem szolgál a cikkben szereplő információk forrásmegjelöléseként.